# 罗德尔河畔茨韦特尔
罗德尔河畔茨韦特尔是奥地利上奥地利州乌尔法尔城郊县的一个市镇。总面积15平方公里，总人口1744人，人口密度116.3人/平方公里（2005年）。